# Sergio Onofre Jarpa
Sergio Onofre Jarpa Reyes (Rengo, Colchagua; 8 de marzo de 1921-Santiago de Chile, 19 de abril de 2020) fue un político y diplomático chileno.
Proveniente del Partido Agrario Laborista y luego presidente de Acción Nacional, pasó a formar parte del Partido Nacional en 1966. Posteriormente, apoyó la dictadura militar de Augusto Pinochet, de quien fue ministro del Interior entre 1983 y 1985. Durante su periodo, comenzó el proceso de apertura política conocida como "Primavera de Jarpa" en que se iniciaron conversaciones con distintas agrupaciones políticas para facilitar la transición a la democracia. Sin embargo, a raíz de las violaciones de los derechos humanos cometidas durante este período, desde 1999 pesó sobre él una orden de captura internacional, dictada por el juez Baltasar Garzón.
Fue uno de los fundadores de Renovación Nacional y presidente del partido entre 1987 y 1990, durante el periodo de transición a la democracia. Fue senador por la Región del Maule sur entre 1990 y 1994.

## Biografía
Nació el 8 de marzo de 1921 en Rengo. Hijo de Francisco Javier Jarpa Santa Cruz y Raquel Reyes Corona. Fue sobrino nieto del pintor paisajista Onofre Jarpa Labra. Su infancia y primera juventud se desarrolló mayormente en el campo ya que su familia se dedicaba a actividades agrícolas.
Estudió en el internado Patrocinio de San José y en el colegio San Pedro Nolasco. Asumió tempranamente las labores en el campo de su familia debido a que su padre se enfermó por lo que tuvo que dejar sus estudios para luego rendir los exámenes finales de su educación secundaria. Realizó estudios de economía agraria en la Universidad de Chile en forma vespertina, por mientras trabajaba en el Banco de Londres.
Una vez finalizados sus estudios se trasladó a San Bernardo para trabajar junto a su padre en actividades agrícolas y comerciales. Luego, expandió sus intereses hacia el transporte aéreo, la explotación de bosques y maderas, y la representación de empresas. En el sur, fue agricultor en la zona de Cherquenco antes de trasladarse a la zona central de Chile. Fue gerente de la firma "Alberto Reyes C.", encargada de la importación de automóviles Cadillac y aviones Cessna.
Estuvo casado con Silvia Moreno Anwandter con quien tuvo cuatro hijos: Sergio, Jorge, Francisco e Isabel. Tras el enviudar de su primera mujer, inició una relación con Mina Huerta Dunsmore, con quien contrajo matrimonio por segunda vez.

## Carrera política

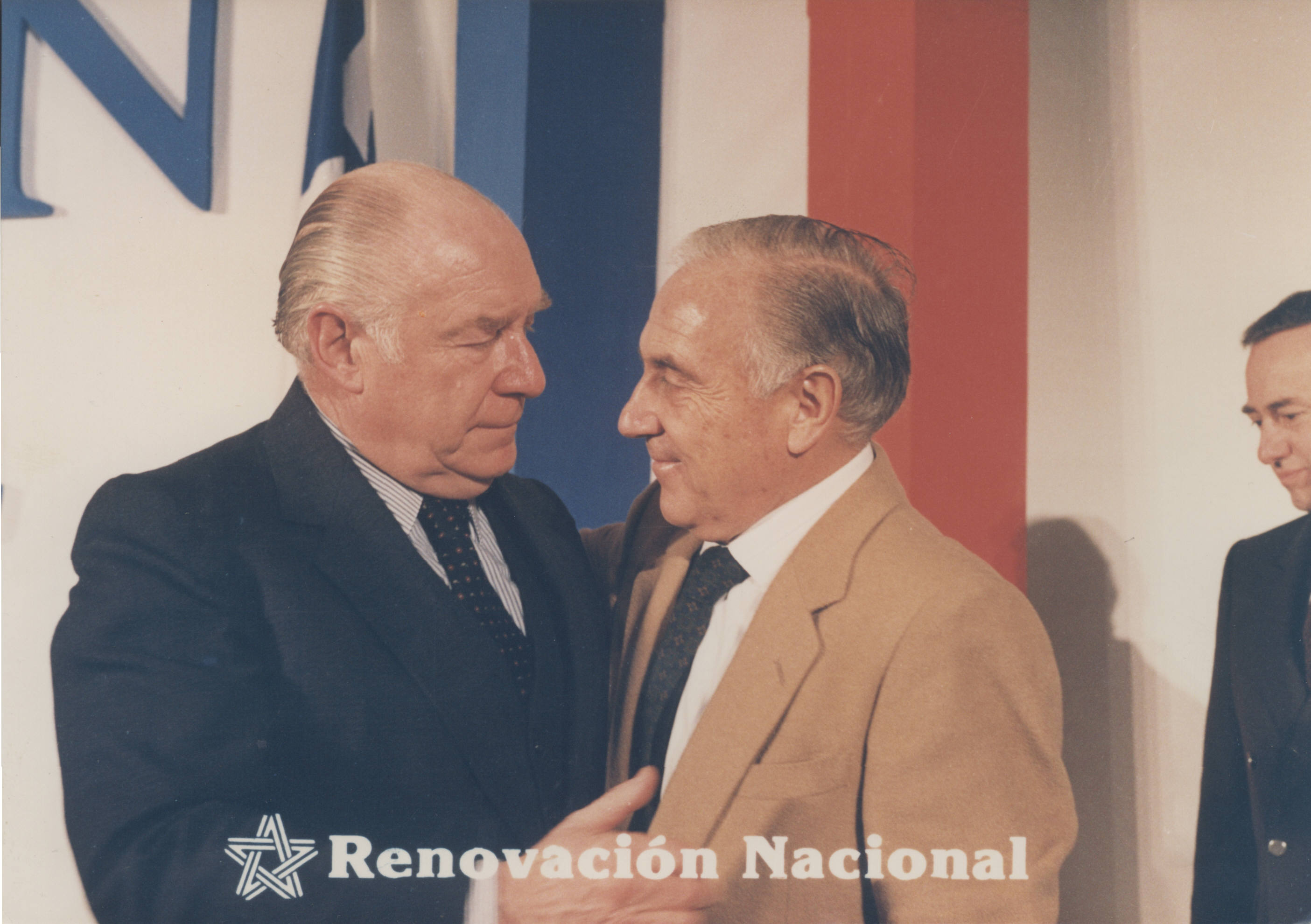
Onofre Jarpa con Miguel Otero Lathrop.

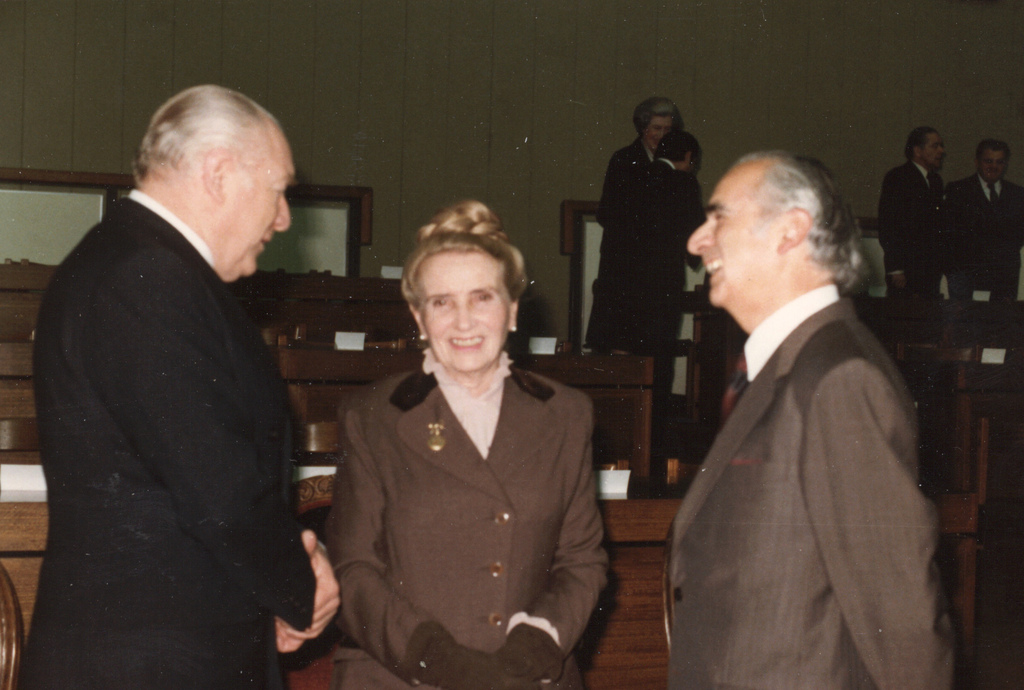
Rosa Markmann junto a Sergio Onofre Jarpa (izquierda) y William Thayer (derecha).

### Inicios en política
Su trayectoria política se desarrolló en forma paralela a su carrera profesional que lo llevó a transformarse en un importante actor político nacional. En 1938, a los 17 años, fue parte de la Alianza Popular Libertadora que apoyó la candidatura presidencial de Carlos Ibáñez del Campo. Posteriormente, integró las filas de la Vanguardia Popular Socialista.
En 1948 era tesorero de la Unión Chileno-Argentina, organización vinculada al peronismo. Como tal fue mencionado en el Complot de las patitas de chancho, contra el gobierno de Gabriel González Videla, aunque finalmente fue absuelto.
En los años 1950, fue dirigente de la juventud Agrario Laborista del Partido Agrario Laborista (PAL), que era presidido por Jaime Larraín García-Moreno. En 1954, junto a un grupo disidente del PAL conformó el Partido Nacional Agrario. Después estuvo en el Movimiento de Acción Nacional junto a Jorge Prat.

### Dirigente del PN y opositor a Allende
En 1966, se integró al Partido Nacional (PN), que reunió a dirigentes nacionalistas, conservadores y liberales. Lo presidió después de Víctor García Garzena, entre 1968 y 1973. Durante la presidencia de Salvador Allende fue un importante líder opositor al Gobierno de la Unidad Popular (UP) y gestó la Confederación de la Democracia (CODE), contraria a la UP. En marzo de 1971 fue uno de los fundadores del diario Tribuna, de ideología contraria al gobierno de Allende, y en las elecciones municipales de abril del mismo año fue elegido regidor por Santiago.
Durante la emisión del 25 de abril de 1971 del programa A tres bandas, Jarpa se enfrascó en una airada discusión con Orlando Millas, representante de la Unidad Popular. Millas acusó al Partido Nacional de justificar el asesinato de Hernán Mery —jefe de la Corporación de la Reforma Agraria (CORA) en la zona de Linares, asesinado por terratenientes el 30 de abril de 1970—, ante lo cual Jarpa se levantó de su asiento y comenzó a increpar a gritos al representante de la Unidad Popular, quien lo acusó de «pequeño matón».
Resultó elegido como senador por la Cuarta Agrupación provincial Santiago en 1973, pero su periodo se vio interrumpido por el golpe de Estado del 11 de septiembre de ese año.

### Cargos en la dictadura
Durante la dictadura militar de Augusto Pinochet fue delegado de Chile ante las Naciones Unidas (1974), además de embajador en Colombia (1976−1978) —participando en el retiro de Chile del Pacto Andino— y en Argentina (1978−1983), donde tuvo una activa participación en la solución de los problemas limítrofes entre ambos países, especialmente cuando tuvo que mediar en el tenso conflicto limítrofe que hubo por el canal Beagle.
Fue también ministro del Interior (1983−1985). Este período se caracterizó por la fuerte represión de las protestas en contra de la dictadura militar, lo que finalmente permitió abrir el diálogo con los sectores gremiales y las agrupaciones políticas de la oposición, e iniciar la llamada «Primavera de Jarpa», donde se comenzó el reingreso masivo de exiliados a Chile, situación que le valió numerosos desencuentros al interior del Gabinete, en especial con el ministro de Justicia Hugo Rosende.[cita requerida]

### Senador RN: 1990−1994
En diciembre de 1985 fundó el Frente Nacional del Trabajo. En 1987 este movimiento se integró al partido Renovación Nacional (RN), colectividad de la que fue uno de sus fundadores y entre 1987 y 1990 fue su presidente.
En 1989 fue elegido senador en representación de Renovación Nacional por la Undécima Circunscripción Senatorial por la región del Maule, para el período 1990−1994.

### Retiro a la vida privada
En 1997 renunció a su militancia en RN.[cita requerida] Desde fines de 1999 pesó sobre Jarpa una orden de captura internacional, solicitada por el juez Baltasar Garzón, por las violaciones a los derechos humanos cometidas durante la dictadura militar. Desde Chile se trató sin éxito de dejar sin efecto dicha orden.
Era socio del Club de la Unión y del Club de Polo y Equitación San Cristóbal. Tras su retiro de la actividad pública, se radicó en la zona de Talca, donde se dedicaba a la agricultura. Posteriormente se trasladó a una casa de reposo en Las Condes, en Santiago, donde falleció producto de COVID-19 el 19 de abril de 2020.

## Historial electoral

### Elecciones municipales de 1971
- Elecciones municipales de 1971 para el primer Distrito, Santiago. Período 1971-1975 (Fuente: Diario El Mercurio, 5 de abril de 1971)

| Candidato                 | Partido | Votos  | % | Resultado |
| ------------------------- | ------- | ------ | - | --------- |
| Carmen Frei Ruiz-Tagle    | PDC     | 59 096 |   | Regidora  |
| Sergio Onofre Jarpa Reyes | PN      | 58 934 |   | Regidor   |
| Fidelma Allende Miranda   | PS      | 31 061 |   | Regidor   |
| Rafael Otero Echeverría   | DR      | 16 572 |   | Regidor   |
| Manuel Fernández Díaz     | PDC     | 10 657 |   | Regidor   |
| Lucía Chacón Silva        | PCCh    | 12 957 |   | Regidor   |
| Carlos Cerda Bustamante   | PCCh    | 15 552 |   | Regidor   |
| Voltaire Lois Perales     | PR      | 5358   |   | Regidor   |
| Ramón Silva Negrete       | PN      | 4368   |   | Regidor   |

### Elecciones parlamentarias de 1973
- Elecciones parlamentarias de Chile de 1973 para senador por la Cuarta Agrupación Provincial, Santiago Período 1973-1981

| Candidato                                 | Partido                    | Votos     | %       | Resultado |
| ----------------------------------------- | -------------------------- | --------- | ------- | --------- |
| A. Confederación de la Democracia         |                            |           |         |           |
| Eduardo Frei Montalva                     | PDC                        | 398 238   | 28,18 % | Senador   |
| José Musalem Saffie                       | PDC                        | 109 314   | 7,73 %  | Senador   |
| Alberto Baltra Cortés                     | PIR                        | 26 790    | 1,89 %  |           |
| Alberto Labbé Troncoso                    | PN                         | 87 165    | 6,17 %  |           |
| Sergio Onofre Jarpa Reyes                 | PN                         | 195 472   | 13,83 % | Senador   |
| Votos de Lista                            | CODE                       | 9661      | 0,68 %  |           |
| B. Unidad Popular                         |                            |           |         |           |
| Carlos Altamirano Orrego                  | PS                         | 234 232   | 16,57 % | Senador   |
| Aníbal Palma Fourcade                     | PR                         | 76 037    | 5,38 %  |           |
| Carmen Gloria Aguayo Irribarra            | MAPU                       | 21 320    | 1,51 %  |           |
| Volodia Teitelboim Volosky                | PCCh                       | 243 891   | 17,26 % | Senador   |
| Votos de Lista                            | UP                         | 11 081    | 0,78 %  |           |
| Votos válidamente emitidos                | Votos válidamente emitidos | 1 413 201 | 98,60 % |           |
| Votos nulos                               | Votos nulos                | 15 300    | 1,07 %  |           |
| Votos en blanco                           | Votos en blanco            | 4721      | 0,33 %  |           |
| Total de votos emitidos                   | Total de votos emitidos    | 1 433 222 | 100 %   |           |
| Fuente: Dirección del Registro Electoral. |                            |           |         |           |

### Elecciones parlamentarias de 1989
Senador Circunscripción 11, VII Región Sur Período 1990-1994.
| Candidato                      | Pacto                          | Partido | Votos  | %     | Resultado |
| ------------------------------ | ------------------------------ | ------- | ------ | ----- | --------- |
| Sergio Onofre Jarpa Reyes      | Democracia y Progreso          | RN      | 55.811 | 35,16 | Senador   |
| Mario Papi Beyer               | Concertación por la Democracia | ILA     | 48 765 | 30,72 | Senador   |
| José Tomás Sáenz Saavedra      | Concertación por la Democracia | PH      | 35 534 | 22,39 |           |
| Rolando Rentería Medina        | Democracia y Progreso          | RN      | 8854   | 5,58  |           |
| Aldo Dante Roncagliolo Taj-Taj | Liberal-Socialista Chileno     | ILE     | 6809   | 4,29  |           |
| Atiliano Parada Castro         | Liberal-Socialista Chileno     | ILE     | 2955   | 1,86  |           |